# مغنولية مستدقة
مغنولية مستدقة (الاسم العلمي:Magnolia acuminata) أو مغنولية الخيار هي نوع من النباتات تتبع جنس المغنولية من الفصيلة المغنولية.